# Sceloporus heterolepis
Sceloporus heterolepis är en ödleart som beskrevs av  George Albert Boulenger 1894. Sceloporus heterolepis ingår i släktet Sceloporus och familjen Phrynosomatidae. IUCN kategoriserar arten globalt som livskraftig.

## Underarter
Arten delas in i följande underarter:
- S. h. heterolepis
- S. h. shannonorum